# Острогърба мускусна костенурка
Острогърба мускусна костенурка (Sternotherus carinatus) е вид костенурка от семейство Тинести костенурки (Kinosternidae). Видът не е застрашен от изчезване.

## Разпространение
Разпространен е в САЩ (Алабама, Арканзас, Луизиана, Мисисипи, Оклахома и Тексас).

## Описание
Продължителността им на живот е около 29,3 години.